# The Black Album (Jay-Z-Album)
The Black Album (englisch für Das schwarze Album) ist das achte Studioalbum des US-amerikanischen Rappers Jay-Z. Es erschien am 14. November 2003 über die Labels Roc-A-Fella und Def Jam. Das Musikmagazin Rolling Stone führte das Album im Jahr 2012 auf Platz 349 seiner Liste der 500 besten Alben aller Zeiten.

## Produktion und Samples
Bei der Produktion des Albums fungierten Jay-Z selbst sowie sein Geschäftspartner Damon Dash und Kareem Burke als Ausführende Produzenten. Just Blaze produzierte die Titel Interlude, December 4th und Public Service Announcement (Interlude). Die Instrumentals zu Encore und Lucifer stammen von Kanye West, wogegen The Neptunes die Beats der Lieder Change Clothes und Allure schufen. Jeweils eine Produktion stammt von The Buchanans (What More Can I Say), Timbaland (Dirt off Your Shoulder), 9th Wonder (Threat), Rick Rubin (99 Problems) sowie DJ Quik (Justify My Thug). Außerdem produzierte Eminem in Zusammenarbeit mit Luis Resto den Song Moment of Clarity und das Stück My 1st Song ist eine Koproduktion von Aqua und 3H.
Zehn der 14 Tracks enthalten Samples von Liedern anderer Künstler. So werden bei December 4th Elemente des Lieds That’s How Long der Gesangsgruppe The Chi-Lites verwendet. What More Can I Say sampelt den Song Something for Nothing von MFSB und enthält Tonausschnitte des Films Gladiator. In Encore ist ein Sample des Stücks I Will von John Holt enthalten, wogegen Change Clothes den Track Change von Jay-Z selbst und Pharrell Williams sampelt. 99 Problems enthält Elemente von sechs verschiedenen Liedern: Long Red der Band Mountain, Get Me Back on Time, Engine Number 9 von Wilson Pickett, The Big Beat von Billy Squier, 99 Problems des Rappers Ice-T, Touched von UGK sowie Children’s Story von Slick Rick. Außerdem wird bei Threat der Song A Woman’s Threat von R. Kelly gesampelt, während in Public Service Announcement (Interlude) Samples der Titel Seed of Love von Little Boy Blues und No One Can Do It Better von The D.O.C. enthalten sind. Justify My Thug sampelt die Stücke Rock Around the Clock von Bill Haley & His Comets, Rock Box der Rapgruppe Run-D.M.C. sowie Justify My Love von Madonna. Des Weiteren werden in Lucifer Elemente des Lieds Chase the Devil von Max Romeo verwendet und My 1st Song enthält Ausschnitte eines Interviews von The Notorious B.I.G. aus dem Jahr 1996 sowie ein Sample des Songs Tu y Tu Mirar…Yo y Mi Canción der Gruppe Los Ángeles Negros.

## Covergestaltung
Das Albumcover ist in Schwarz und Dunkelgrau gehalten. Es zeigt Jay-Z, der sich ein schwarzes Basecap mit beiden Händen auf den Kopf setzt. Im oberen Teil des Bildes stehen die Schriftzüge Jay-Z und The Black Album in Weiß beziehungsweise Grau.

## Gastbeiträge
| Professionelle Bewertungen | Professionelle Bewertungen |
| -------------------------- | -------------------------- |
| Kritiken                   |                            |
| Quelle                     | Bewertung                  |
| laut.de                    | [ 3 ]                      |
| Juice                      | [ 4 ]                      |
| Rolling Stone              | [ 5 ]                      |
| allmusic                   | [ 6 ]                      |
| RapReviews                 | [ 7 ]                      |

Der einzige Gastauftritt des Albums stammt von dem US-amerikanischen Sänger und Rapper Pharrell Williams, der in dem Song Change Clothes zu hören ist.

## Titelliste
| #  | Titel                                   | Gastbeiträge      | Produzent                  | Länge |
| -- | --------------------------------------- | ----------------- | -------------------------- | ----- |
| 1  | Interlude                               |                   | Just Blaze                 | 1:22  |
| 2  | December 4th                            |                   | Just Blaze                 | 4:32  |
| 3  | What More Can I Say                     |                   | The Buchanans              | 4:55  |
| 4  | Encore                                  |                   | Kanye West                 | 4:11  |
| 5  | Change Clothes                          | Pharrell Williams | The Neptunes               | 4:18  |
| 6  | Dirt off Your Shoulder                  |                   | Timbaland                  | 4:05  |
| 7  | Threat                                  |                   | 9th Wonder                 | 4:05  |
| 8  | Moment of Clarity                       |                   | Eminem und Luis Resto (Co) | 4:24  |
| 9  | 99 Problems                             |                   | Rick Rubin                 | 3:55  |
| 10 | Public Service Announcement (Interlude) |                   | Just Blaze                 | 2:53  |
| 11 | Justify My Thug                         |                   | DJ Quik                    | 4:05  |
| 12 | Lucifer                                 |                   | Kanye West                 | 3:12  |
| 13 | Allure                                  |                   | The Neptunes               | 4:52  |
| 14 | My 1st Song                             |                   | Aqua und 3H                | 4:45  |

## Preise
Bei den Grammy Awards 2005 wurde The Black Album in der Kategorie Best Rap Album nominiert, unterlag jedoch The College Dropout von Kanye West.

## Kommerzieller Erfolg

### Chartplatzierungen und Singles
The Black Album erreichte Platz 47 der deutschen Albumcharts und konnte sich acht Wochen in den Top 100 halten. In den USA stieg das Album auf der Spitzenposition ein und konnte sich 59 Wochen in den Charts halten, davon zwei Wochen auf Rang 1.
Als Singles wurden die Songs Change Clothes, Dirt off Your Shoulder und 99 Problems ausgekoppelt.
| ChartsChartplatzierungen       | Höchstplatzierung | Wochen |
| ------------------------------ | ----------------- | ------ |
| Deutschland (GfK)              | 47 (8 Wo.)        | 8      |
| Schweiz (IFPI)                 | 29 (9 Wo.)        | 9      |
| Vereinigte Staaten (Billboard) | 1 (61 Wo.)        | 61     |
| Vereinigtes Königreich (OCC)   | 34 (24 Wo.)       | 24     |

| ChartsJahrescharts (2003)      | Platzierung |
| ------------------------------ | ----------- |
| Vereinigte Staaten (Billboard) | 145         |

| ChartsJahrescharts (2004)      | Platzierung |
| ------------------------------ | ----------- |
| Vereinigte Staaten (Billboard) | 11          |

### Auszeichnungen für Musikverkäufe
Für mehr als vier Millionen verkaufte Exemplare wurde The Black Album in den USA mit 4-fach-Platin ausgezeichnet. Außerdem erhielt das Album im Vereinigten Königreich eine Platin-Schallplatte für über 300.000 verkaufte Exemplare. Die weltweiten Verkaufszahlen belaufen sich auf rund vier Millionen Einheiten.
| Land/Region                  | Auszeichnungen für Musikverkäufe (Land/Region, Auszeichnung, Verkäufe) | Verkäufe  |
| ---------------------------- | ---------------------------------------------------------------------- | --------- |
| Kanada (MC)                  | Platin                                                                 | 100.000   |
| Vereinigte Staaten (RIAA)    | 4× Platin                                                              | 4.000.000 |
| Vereinigtes Königreich (BPI) | Platin                                                                 | 300.000   |
| Insgesamt                    | 6× Platin ·                                                            | 4.400.000 |

Hauptartikel: Jay-Z/Auszeichnungen für Musikverkäufe